# 혼조촌 (오카야마현 고지마군)
혼조촌(本荘村)은 오카야마현 고지마군에 설치되었던 촌이다. 현재의 구라시키시에 해당한다.